# Festuca
Festuca là một chi thực vật có hoa trong họ Hòa thảo (Poaceae).

## Loài
Chi Festuca gồm các loài: